# Bischofswiesen
Bischofswiesen è un comune tedesco di 7 111 abitanti situato nel land della Baviera.

## Amministrazione

### Gemellaggi
Bischofswiesen è gemellata con:
- Wölbling, dal 2005